# توماس پلهام-کلینتون
توماس پلهام-کلینتون (انگلیسی: Thomas Pelham-Clinton؛ ۱ ژوئیه ۱۷۵۲ – ۱۸ مه ۱۷۹۵) نظامی و سیاست‌مدار اهل پادشاهی بریتانیای کبیر بود.